# كارلوس كاسترو غارسيا
كارلوس كاسترو غارسيا (بالإسبانية: Carlos Castro García) (مواليد 1 يونيو 1995 - أوخو ، إسبانيا) هو لاعب كرة قدم إسباني ، يلعب في مركزي المهاجم الصريح والمهاجم الثاني ، ويلعب حاليًا لنادي ريال سبورتينغ خيخون الإسباني.

## روابط خارجية
- كارلوس كاسترو غارسيا على موقع قاعدة بيانات كرة القدم.إي يو (الإنجليزية)
- كارلوس كاسترو غارسيا على موقع Soccerbase.com (لاعب) (الإنجليزية)
- كارلوس كاسترو غارسيا على موقع Soccerway.com (الإنجليزية)